# تیلور راک
تیلور راک (انگلیسی: Taylor Ruck؛ زادهٔ ۲۸ مهٔ ۲۰۰۰) ورزشکار ورزش شنا اهل کانادا است.
وی در مسابقات کشوری و بین‌المللی در مجموع برندهٔ ۱۳ مدال طلا، ۹ مدال نقره، ۱۳ مدال برنز شده‌است.